# Eucharideae
Eucharideae är ett tribus i familjen amaryllisväxter med fyra släkten från tropiska Amerika. Detta är närstående Stenomesseae. Utmärkande är att när de nya bladen kommer fram ligger bladkanterna i två rullar på undersidan bladet. Fröna är äggrunda och tunga och arterna är skoglevande. Arterna i Stenomesseae har lätta, platta frön som sprids med vinden och arterna lever i öppna miljöer.

## Släkten
Amazonliljesläktet (Eucharis)
Urnliljesläktet (Urceolina)
Caliphruria
Plagiolirion